# Estêvão de Perm

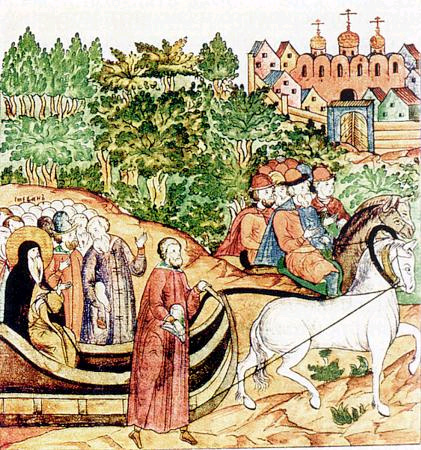
Estêvão de Perm

Estêvão de Perm (1340 – 1396) foi o missionário russo que fundou a escrita komi.